# Owadów (województwo mazowieckie)
Owadów – wieś w Polsce położona w województwie mazowieckim, w powiecie radomskim, w gminie Jastrzębia. Ma status sołectwa.
| SIMC    | Nazwa             | Rodzaj    |
| ------- | ----------------- | --------- |
| 0624380 | Owadów-Kolonia    | część wsi |
| 0624396 | Owadów-Stara Wieś | część wsi |

Prywatna wieś szlachecka, położona była w drugiej połowie XVI wieku w powiecie radomskim województwa sandomierskiego. W latach 1975–1998 miejscowość położona była w województwie radomskim.
Owadów istniał już w XV wieku. Na terenie wsi znajduje się tartak wodny z 1930 roku oraz młyn wodny z 1930 roku. Ślady osadnictwa pochodzą z neolitu, m.in. narzędzia krzemienne i ceramika. 
Wierni kościoła rzymskokatolickiego należą do parafii św. Bartłomieja we Wsoli
lub do parafii Zwiastowania Najświętszej Marii Panny w Jastrzębi.

## Historia
W 1569 r. wieś należała do Barbary Owadowskiej, matki Filipa, który w 1597 r. ożenił się z Ewą Kochanowską, najstarszą córką poety Jana Kochanowskiego. Dziedzic jeździł do panny do Czarnolasu przez puszczę drogą, która zwana była "drogą owadowską". 
Ostatnim właścicielem ziem Owadowskich do I wojny światowej był Stanisław Utnicki. Jego dwór mieścił się na końcu wsi, nad rzeką Mleczną. Do zabudowań dworskich należały: młyn, tartak wodny i kuźnia. Po 1914 r. po sprzedaży majątku nastąpiła parcelacja dóbr ziemskich i przybyło wielu nowych osadników. Po 1920 r. w jednej z oficyn założono szkołę. 
II wojna światowa to zniszczenie wsi, która przez swoją bliskość z Radomiem ucierpiała na skutek nalotów. Po wysiedleniu ludności Niemcy urządzili tu strzelnicę wojskową.
27 lipca 1999 roku na tutejszym przejeździe kolejowym ciągnik rolniczy zderzył się z pociągiem. W wyniku wypadku zginęli rodzice i czworo dzieci.

## Położenie
Miejscowość położona blisko granic Radomia (od centrum ok. 10 km) w kierunku Warszawy (~90km). Przez wieś przebiega linia kolejowa nr 8 (Warszawa Zach. - Radom - Kielce - Kraków Gł.) Niedaleko wsi znajduje się stacja kolejowa Lesiów.

## Edukacja
W miejscowości znajduje się Niepubliczna Szkoła Podstawowa na prawach szkoły publicznej prowadzona przez Stowarzyszenie "Owadów – wieś z przyszłością" edukująca dzieci z Owadowa, Koloni Lesiów i Józefówka.
25 października 2022 roku patronką Szkoły została sanitariuszka Danuta Siedzikówna "Inka" (1928-1946)